# East End (Arkansas)
East End és una concentració de població designada pel cens dels Estats Units a l'estat d'Arkansas. Segons el cens del 2000 tenia 5.623 habitants.

## Demografia
Segons el cens del 2000, East End tenia 5.623 habitants, 2.049 habitatges, i 1.643 famílies. La densitat de població era de 108 habitants/km².
Dels 2.049 habitatges en un 41% hi vivien nens de menys de 18 anys, en un 67,1% hi vivien parelles casades, en un 9,2% dones solteres, i en un 19,8% no eren unitats familiars. En el 15,9% dels habitatges hi vivien persones soles el 4,1% de les quals corresponia a persones de 65 anys o més que vivien soles. El nombre mitjà de persones vivint en cada habitatge era de 2,74 i el nombre mitjà de persones que vivien en cada família era de 3,06.
Per edats la població es repartia de la següent manera: un 28,1% tenia menys de 18 anys, un 7,7% entre 18 i 24, un 33,4% entre 25 i 44, un 24,4% de 45 a 60 i un 6,4% 65 anys o més.
L'edat mediana era de 34 anys. Per cada 100 dones de 18 o més anys hi havia 98,8 homes.
La renda mediana per habitatge era de 46.678 $ i la renda mediana per família de 49.649 $. Els homes tenien una renda mediana de 31.396 $ mentre que les dones 24.831 $. La renda per capita de la població era de 19.198 $. Entorn del 4,3% de les famílies i el 6,1% de la població estaven per davall del llindar de pobresa.

## Poblacions més properes
El següent diagrama mostra les poblacions més properes.